# 운흥사지
운흥사지(雲興寺址)는 울산광역시 울주군 웅촌면 고연리에 있는 절터이다. 2004년 12월 16일 울산광역시의 기념물 제43호로 지정되었다.

## 개요
운흥사는 신라 진평왕(재위 579∼632)시기, 원효대사가 창건하였다고 전한다. (원효대사는 617년생인데 10대의 나이에 절을 지었다는것은 무리라고 생각한다)이후 고려 말 지공대사가 중건하였으나, 임진왜란 때 소실되었고, 1614년(광해군 6)에 대희선사가 재건하였다. 『조선왕조실록』,『신증동국여지승람』등에 운흥사에 관한 기록이 남아있다. 그러나 1749년(영조 25)『학성지』의 기록에 의하면 이미 폐사되고 없었으므로, 그 이전에 폐사되었을 것으로 추정된다. 조선시대 운흥사는 불교 경판의 간행으로 유명하였는데 1672년부터 1709년까지 많은 불경 간행이 이루어졌다. 대부분의 사찰 불경목판은 발문(跋文)이 있고, 권말에 간행연월일과 간행장소, 시주질(施主秩)의 기록이 있어, 간행당시의 상황을 알 수 있는 중요한 자료를 제공해 준다. 운흥사지 목판본에서 나온 기록을 정리해 보면 16종 673판으로 다양한 편이며, 이 목판은 현재 양산 통도사에 보관되어 있다.
2001년 문화유적 정비사업의 일환으로 국립창원문화재연구소의 학술발굴조사가 이루어졌다. 그 결과, 건물터 7동, 부도 6기, 수조 4기 등의 중요한 많은 유적과 유물이 확인되었다.

## 관련 문화재
- 울주 운흥사지 부도 - 울산광역시 유형문화재 제4호

## 참고 문헌
- 운흥사지 - 국가유산청 국가유산포털
- 운흥사지(雲興寺址) 발굴조사 보고서 보관됨 2018-08-20 - 웨이백 머신 - 문화재청